# Ґулріпшійський муніципалітет
Ґулріпшійський  муніципалітет — адміністративна одиниця Абхазької Автономної Республіки, Грузія. Адміністративний центр — Ґулріпші. Територія муніципалітету контролюється самопроголошеною невизнаною Республікою Абхазія. Згідно із законодавством Грузії, ці території визнаються окупованими Росією.